# Hepatocarcinoma
El carcinoma hepatocelular (CHC) o hepatocarcinoma es un cáncer del hígado que constituye el 80-90% de los tumores hepáticos malignos primarios. Su incidencia es más frecuente en los hombres que en las mujeres, generalmente en personas entre los 50 y los 60 años de edad. Se reconocen importantes variaciones geográficas en su prevalencia. Su incidencia está en una tasa bruta de 10,8/100 000 habitantes.
Es el tumor primario del hígado más frecuente y constituye el 90 % de estos.
Este tumor se debe a una cirrosis hepática en alrededor del 90% de los casos y se descubre en el 3-4 % de los estudios necrópsicos de pacientes cirróticos. 
Hasta hace pocos años su diagnóstico se realizaba en fases avanzadas, cuando el paciente presentaba síntomas relacionados con el tumor y este había alcanzado gran tamaño, lo que impedía la aplicación de un tratamiento con finalidad curativa; por tanto, el pronóstico a corto plazo era malo. Sin embargo, en los últimos años la introducción de la ecografía, los avances en las técnicas de imagen y la inclusión de los pacientes con un riesgo elevado en un programa de seguimiento intencionado han permitido el diagnóstico de este tumor en un estado más inicial, en el que es posible la aplicación de un tratamiento con intención curativa.
En el continente americano la incidencia es mucho menor, mientras que el África subsahariana y el sudeste asiático constituyen áreas de alta incidencia. La causa de estas diferencias geográficas no se conoce, aunque se supone que está relacionada con los diferentes factores oncogénicos que pueden intervenir en el desarrollo del tumor.

## Causas
Las causas de hepatocarcinoma son aquellas que pueden producir una cirrosis hepática (infección por el virus de la hepatitis C, alcoholismo, hemocromatosis, etc). Además, en caso de infección por el virus de la hepatitis B (VHB) no es necesario ni siquiera que exista cirrosis. Existe una coincidencia geográfica entre las áreas de alta incidencia de carcinoma hepatocelular y las zonas con una gran tasa de penetración del VHB. Además, la prevalencia de marcadores de infección por VHB en pacientes afectados por este tipo de cáncer es más elevada que en la población general, si bien esta diferencia se atenúa cuando el tumor se localiza sobre un hígado no cirrótico o cuando se compara con la observada en pacientes con cirrosis, enfermedad sobre la que usualmente se asienta el tumor.
Por otro lado, en estudios prospectivos se ha comprobado que el riesgo relativo de desarrollar un carcinoma hepatocelular es superior en las personas infectadas por el VHB. El mecanismo oncogénico del VHB es desconocido, pero estudios recientes sugieren que actuaría a través de la integración de su DNA en el genoma del hepatocito. Determinadas hepatopatías, como la hemocromatosis o la porfiria cutánea tarda, poseen un mayor riesgo para el desarrollo de este tumor. Se ha demostrado que la incidencia anual en los pacientes con hemocromatosis es del 5% al año.
Otros factores de riesgo para el desarrollo de hepatocarcinoma son el consumo de tabaco y el uso prolongado de anticonceptivos orales.
La población en riesgo de desarrollar carcinoma hepatocelular está compuesta por personas que con algunas de las siguientes características:
- Cirrosis hepática secundaria a hepatitis B, hepatitis C, alcohol, cirrosis biliar primaria o déficit de alfa-1-antitripsina.
- Portadores del virus de la hepatitis B: varones asiáticos de más de 40 años, mujeres asiáticas de más de 50 años o mujeres de origen africano de más de 20 años.
- Historia familiar de hepatocarcinoma.
- Cirrosis secundaria a esteatohepatitis no alcohólica o a hepatitis autoinmunitaria.

## Síntomas
Habitualmente el hepatocarcinoma no presenta síntomas. Puesto que la mayoría de ellos se desarrollan sobre un hígado cirrótico, el paciente puede padecer los síntomas propios de la cirrosis.
La descompensación de un cirrótico debe hacer pensar en la aparición de un hepatocarcinoma entre otras causas de descompensación. Un porcentaje mínimo de pacientes, cuyo hepatocarcinoma se desarrolla sobre un hígado sano, puede presentar síntomas inespecíficos del tipo dolor, pérdida de peso, masa palpable, etc.
Los síntomas más frecuentemente descritos son: 
- Hipoglucemia (producida por el gran metabolismo energético del tumor y la secreción de sustancias semejantes a la insulina).
- Eritrocitosis (por secreción de eritropoyetina).
- Hipercalcemia (por secreción de proteínas relacionadas con la paratohormona).
- Diarrea acuosa (por secreción de péptidos intestinales vasoactivos del tipo de las prostaglandinas).
- Síntomas cutáneos diversos (dermatomiositis, pénfigo, queratosis seborreica, pitiriasis, porfiria cutánea tarda, etc.).
- Sensibilidad o dolor abdominal, particularmente en el cuadrante superior derecho.
- Agrandamiento del abdomen (ascitis).
- Tendencia al sangrado o a la formación de hematomas.
- Ictericia (coloración amarillenta de la piel y los ojos).
- Asintomático.

## Patogénesis
El hepatocarcinoma, como cualquier otro tipo de cáncer, se desarrolla cuando aparece una mutación en el mecanismo celular, provocando que la célula se reproduzca a un ritmo más elevado y/o genere una célula sin apoptosis. En concreto, las infecciones crónicas por  hepatitis B y/o C pueden favorecer el desarrollo de hepatocarcinomas al provocar que el sistema inmunológico ataque repetidamente a las células del hígado, algunas infectadas por el virus y otras no. Este constante proceso de daño y reparación puede llevar a errores durante la reparación que acabarían desembocando en una carcinogénesis. Esta situación es más probable en casos de hepatitis C, que ocasionaría el hepatocarcinoma tras una fase de cirrosis. En el caso de la hepatitis B, sin embargo, las últimas investigaciones apuntan a que la integración del gen viral en células infectadas puede llevar a un hígado no cirrótico a desarrollar la enfermedad. 
Alternativamente, el consumo continuado de grandes cantidades de etanol puede tener un efecto similar. Además, la cirrosis es causada frecuentemente por el alcoholismo y las hepatitis B y C crónicas. Las aflatoxinas producidas por ciertas especies del hongo Aspergillus son un carcinógeno y favorecen la aparición de hepatocarcinomas si se alojan en el hígado. Los elevados niveles de aflatoxinas y hepatitis B en zonas como China y África Occidental ha hecho aumentar la incidencia del cáncer en estas regiones. Otras hepatitis víricas como la hepatitis A no tienen potencial para convertirse en una infección crónica, por lo que no se pueden relacionar con el cáncer de hígado.

## Diagnóstico

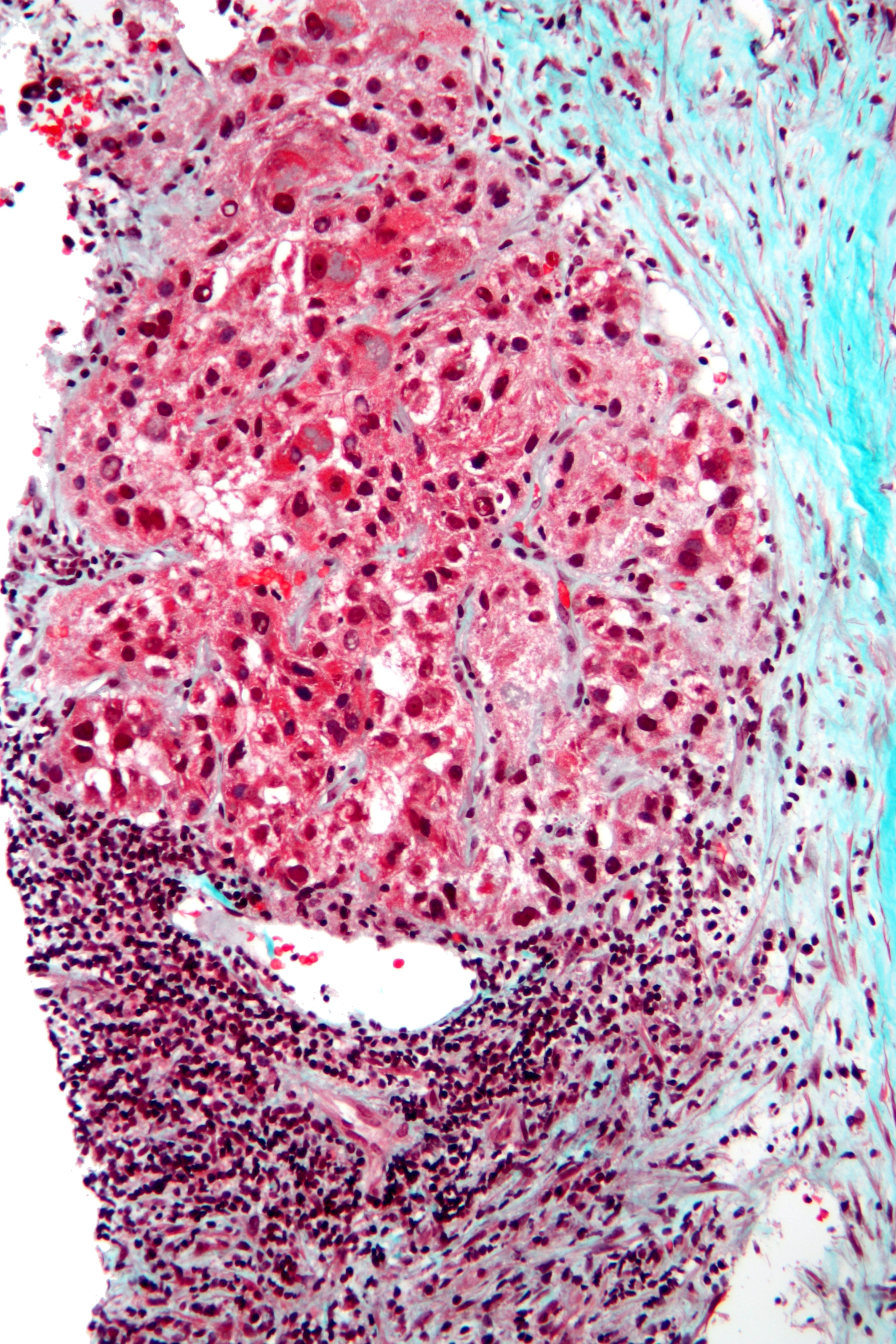
Micrografía de un carcinoma hepatocelular. Biopsia hepática. Tinción tricrómica.

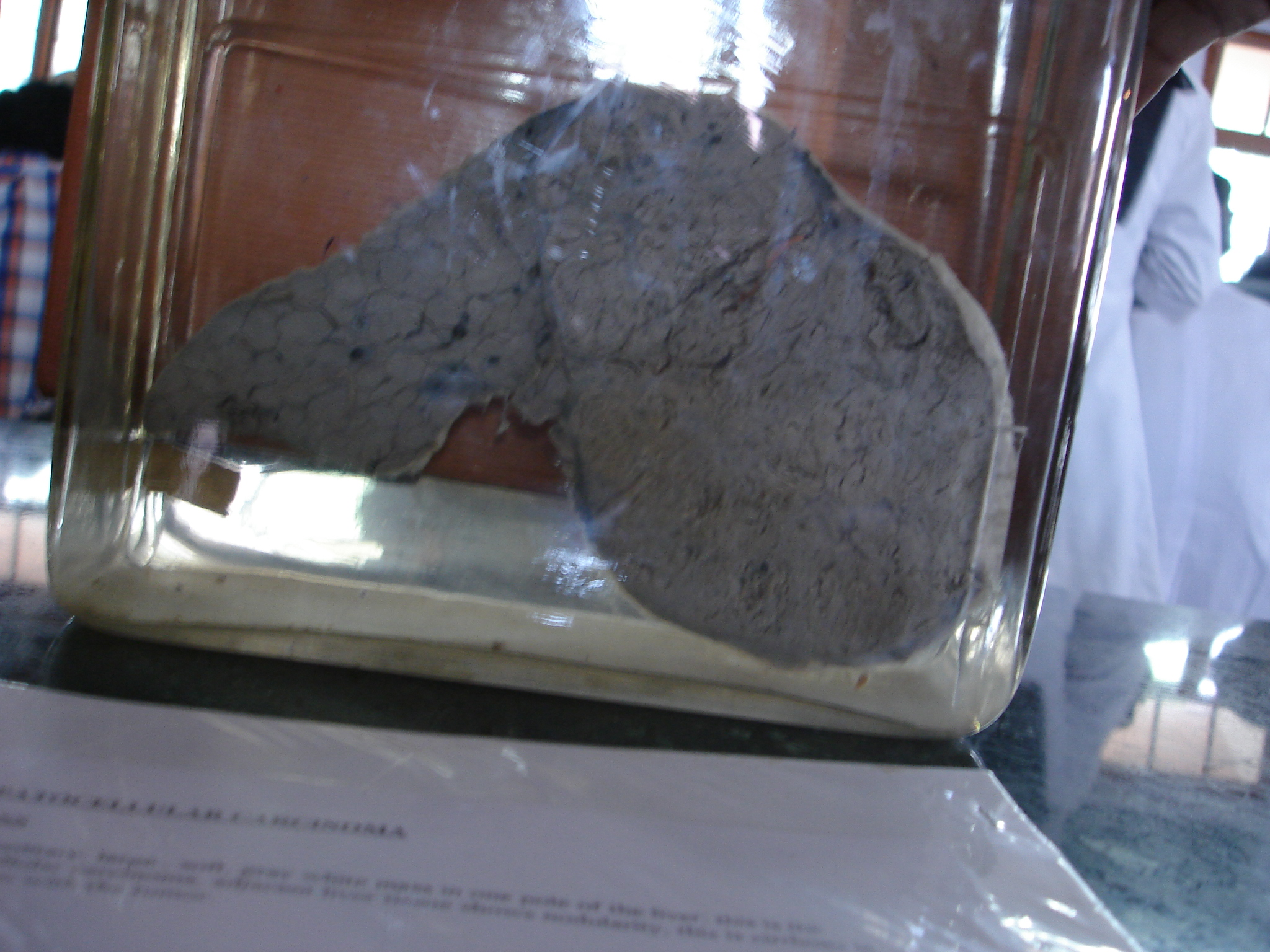
Anatomía macroscópica del carcinoma hepatocelular.

El hepatocarcinoma aparece más frecuentemente en pacientes con hepatitis crónicas virales (B o C) en un 20% de los casos, o con cirrosis (80%). Los pacientes con estas patologías quedan sometidos a vigilancia mediante pruebas de ecografía, debido al coste-efectividad.
En pacientes en los que la sospecha de hepatocarcinoma sea elevada (como niveles elevados de alfa-fetoproteína), el mejor método de diagnóstico sería la realización de un TAC abdominal con uso de un agente de contraste intravenoso y un escáner de tres fases (escáner antes de administración del contraste, inmediatamente después de la administración, y un poco más tarde), lo que permite al radiólogo la mejor detección de tumores pequeños o sutiles. Es importante optimizar los parámetros del TAC, ya que las patologías subyacentes que presentan muchos de los pacientes de HC puede complicar la detección de la enfermedad.
Al revisar el TAC, el hepatocarcinoma puede presentar tres patrones de crecimiento:
- Un único tumor de gran tamaño.
- Múltiples tumores.
- Un tumor poco definido con patrón de infiltración.

Una biopsia no sería necesaria en el caso de encontrarse ciertos elementos en la prueba. 
Una alternativa al TAC sería la realización de una resonancia magnética. Esta prueba suele ser más costosa.

### Pruebas de imagen y estudios serológicos
- El examen físico es de poca utilidad en fases precoces o intermedias, cuando el tumor es tratable.
- La alfa-fetoproteína en suero a menudo está aumentada en pacientes con hepatocarcinoma, aunque sus valores no se relacionan con el tamaño del tumor, estadio o pronóstico.
- El diagnóstico se basa en el estudio del hígado mediante ecografía, tomografía abdominal o resonancia magnética - RNM (MRI, resonancia nuclear magnética) de abdomen- con inyección de contraste (la lesión típica tiene una captación iso-hipo-hipo).
- La biopsia del hígado confirma el diagnóstico.
- Las pruebas de la función hepática pueden estar alteradas.
- Ocasionalmente se emplean técnicas de imágenes más invasivas para confirmar el diagnóstico como la angiografía hepática. Actualmente se reserva casi exclusivamente cuando se planea un tratamiento en la misma sesión (quimioembolización). El PET (positron emission tomography) scan no se usa rutinariamente para el diagnóstico de hepatocarcinoma: ver http://hepatitis.cl/833/hepatocarcinoma , Dr. Alejandro Soza.

## Complicaciones
- Las asociadas a la enfermedad hepática subyacente: hemorragia gastrointestinal, ascitis, insuficiencia hepática, etc.
- Las asociadas a cualquier proceso tumoral: pérdida de peso, astenia, etc.
- Las derivadas de la progresión local (trombosis de la vena porta, in frecuentemente a ganglios linfáticos) o a distancia (metástasis).

## Tratamiento
Todavía existen puntos controvertidos en cuanto al diagnóstico y tratamiento. Pero hay cierto consenso en lo que se debe hacer con la mayoría de los pacientes con hepatocarcinoma
Tratándose de tumores, sobre todo, se requiere un diagnóstico y tratamiento personalizado brindado por un especialista. Estos son sólo lineamientos generales.
En esta enfermedad hasta hace poco no existía ningún tratamiento, pero hoy están disponibles terapias para todas las etapas del tumor.
Los distintos tratamientos disponibles actualmente son:
1. Para los pacientes que presentan un tumor pequeño, menor a dos centímetros, y con una cirrosis con función totalmente normal, lo indicado es la resección quirúrgica, siempre que la localización lo permita.
2. Para aquellos pacientes que presentan cirrosis, con hasta tres tumores pequeños, la mejor opción es el trasplante de hígado.
3. En los pacientes con tumores más grandes sin diseminación extrahepática la opción es la quimioembolización (TACE por sus siglas en inglés). Este tratamiento logra reducir el tumor.
Luego, dependiendo del caso, el paciente se puede trasplantar o resecar.
4. Cuando el tumor desarrolla metástasis o es muy grande puede tratarse con un medicamento llamado sorafenib, que logra reducir el tumor y mejorar la esperanza de vida de los pacientes. El sorafenib es el primer medicamento comprobado que es útil para el tratamiento del cáncer de hígado. Actúa bloqueando una vía de señales del ciclo celular, impidiendo la proliferación de células cancerosas y la creación de nuevos vasos sanguíneos que alimenten al tumor, con lo que se logra la paralización del crecimiento del tumor y esto trae como consecuencia una mejor calidad de vida para el paciente. El sorafenib es la única medicación ha demostrado reducir el tumor y mejorar la esperanza de vida de los pacientes con cáncer de hígado avanzado. La mayoría de nuevos medicamentos están en fase de estudio: sunitinib, bevacizumab, cediranib, vatalanib, britanib, vandetanib, erlotinib, cetuximab, gefitinib, lapatanib, dasatinib y everolimus.